# Кокс, Скотт
Скотт Уильям Кокс (англ. Scott William Cox, род. 3 ноября 1963 года) — американский убийца, осуждённый по двум статьям за убийство в 1993 году в Портленде, штат Орегон, и подозреваемый во многих других, возможно, серийный убийца. Он был приговорен к 25 годам лишения свободы, но в 2013 году получил условно-досрочное освобождение на пять лет раньше срока. Он также является главным подозреваемым по 20 нераскрытым делам об убийствах по всей территории США и Канады, хотя обвинения ему так и не были выдвинуты.

## Биография

#### Первые убийства и ранние годы
С 1975 года Кокс 115 раз попадал в психиатрические клиники. До осуждения за убийство он был осуждён за подделку документов и кражу оружия. Он работал водителем дальнобойщиком, работая в основном в пределах Тихоокеанского Северо-Запада, доезжая до Канады и Мексики, а также на восток до Огайо.
24 ноября 1990 года Рина Энн Брансон, 34-летняя женщина, была найдена перед магазином Safeway в Портленде, штат Орегон. Она была жестоко избита, у неё были порезы на подбородке, шее и спине, на неё надели наручники и ударили ножом в сердце. Она была найдена живой, но в критическом состоянии. Её быстро доставили в больницу, где вскоре констатировали смерть.
Несколько месяцев спустя, 19 февраля 1991 года, тело Виктории Роун было найдено в поезде на железнодорожной станции в Портленде. Она была связана рубашкой нападавшего и задушена. Эти убийства оставались нераскрытыми около двух лет.

#### Покушение на убийство и разоблачение
30 мая 1991 года в центре Сиэтла была найдена живой женщина, ставшая жертвой Кокса. Она была избита, изнасилована и оставлена умирать. На её шее были следы от перевязки, а в прямую кишку была вставлена бутылка из-под вина. Свидетель сообщил, что видел, как жертву выбросили из кабины грузовика. Жертва выжила, но ей потребовалась госпитализация. Её допросил местный детектив, который посоветовал ей обратиться в полицию. Однако она покинула штат, так и не обратившись в полицию.
Местные детективы полагали, что это было покушение на убийство, совершённое серийным убийцей. Свидетель описал грузовик, из которого выбросили жертву. На нем был логотип компании Woodland Trucking. Детективы связались с компанией в поисках имени нападавшего. Компания сообщила, что на том маршруте был сотрудник по имени Сет Скотт Каттер.
Детективы допросили Каттера, который заявил о своей невиновности и сказал, что пытался помочь женщине. Детективы не поверили ему и попытались выдвинуть против него обвинения. Однако, поскольку экспертиза ДНК, найденного на месте преступления, ещё не была готова, а жертва скрылась, детективы не смогли предъявить Каттеру обвинения.
В ходе дальнейшего расследования выяснилось, что Каттер ранее напал на другую женщину 26 ноября 1990 года. Свидетель сообщил, что видел Каттера в автомобиле Mazda с номерами Орегона. Каттер рассказал, что является жителем Ньюберга, штат Орегон, и жил в мотеле в этом городе, когда не был в дороге. Опасаясь, что он серийный убийца, полиция объявила его в розыск в Орегоне и Вашингтоне.
Детективы в Ньюберге узнали Каттера, но знали его как Скотта Уильяма Кокса, его настоящее имя. Он был обвинен и осужден за подделку документов. Примерно в то же время он был обвинён и осуждён за кражу оружия в Медфорде, штат Орегон, в ноябре 1991 года, и отбыл шестимесячный тюремный срок. В 1991 году детективы Ньюберга начали расследование, и в итоге он признался в убийстве Рины Энн Брансон, проститутки.
Кокс утверждал, что был зол на свою девушку и хотел выместить свой гнев, избив проститутку. Выпив виски и приняв кокаина, он забрал Брансон в свою машину, а затем начал её избивать. Когда она попыталась убежать, Кокс нанёс ей один удар ножом в сердце, оставил её умирать и уехал. Он также признался в убийстве Виктории Роун и в избиении нескольких других женщин, но отрицал убийство кого-либо ещё.
До того, как Скотт Уильям Кокс был осуждён за убийство, он привлёк внимание полиции по всей стране. Его работа дальнобойщиком привела его в более чем 3000 различных мест по всей территории США, Канады и Мексики. Он также главный подозреваемый в 20 других убийствах, которые до сих пор остаются нераскрытыми. В правоохранительных органах его также рассматривали как возможного убийцу из Грин-Ривер, хотя детективы полагали, что в то время он был слишком молод для такого плодовитого убийцы.

## Судебный процесс и приговор
15 сентября 1993 года Скотт Уильям Кокс признал себя виновным по двум пунктам обвинения в убийстве. Он был приговорен к двум 150-месячным последовательным срокам с последующим пожизненным посттюремным надзором. В интервью местной телекомпании Fox в Портленде, штат Орегон, окружной прокурор по делу против Кокса объяснил, что дело пострадало из-за того, что полицейские следователи неправомерно получили признательные показания. Судья отклонил признания в суде, и обвинение полагалось исключительно на доказательства ДНК, чтобы доказать убийства.
Если бы эти признания не были отклонены, Кокса могли бы обвинить в убийстве при отягчающих обстоятельствах, что могло бы привести к пожизненному заключению или смертной казни. Отсидев 20 лет из своего 25-летнего срока, Скотт Уильям Кокс был условно-досрочно освобожден 22 февраля 2013 года.